# Ballonkredit
Der Ballonkredit (oder Schlussratenkredit) ist im Bankwesen ein Ratenkredit dessen Tilgungsraten nicht gleichmäßig über die Kreditlaufzeit verteilt sind. Stattdessen ist die letzte Tilgungsrate („Schlussrate“) in der Regel die höchste aller vorangegangenen Tilgungsraten.
Ballonkredite sind in der Regel Konsumkredite, also Anschaffungskredite zur Finanzierung von Konsumgütern, meist Personenkraftwagen.

## Begriff
Die letzte Rate ist die Restschuld, die auch als „Ballon“ bezeichnet wird. Hieraus leitet sich der Begriff „Ballonkredit“ ab. Er wurde aus der angelsächsischen Fachsprache entlehnt (englisch balloon, „Ballon“), wo er Tilgungsanleihen bezeichnet, deren letzte Tilgungsrate wesentlich höher ist als die vorausgegangenen Tilgungsraten.

## Rechtliche Aspekte
Ballonkredite sind Verbraucherdarlehen nach § 492 BGB, die der Schriftform bedürfen und deren Mindest-Vertragsinhalt in Art. 247 §§ 6 bis 13 EGBGB vorgeschrieben ist. Nach der Auszahlung des Darlehens kann der Kreditnehmer mit dem Kreditbetrag das Kaufobjekt (meist Personenkraftwagen) bezahlen, erwerben und wird dessen Eigentümer. Dadurch trägt der Kreditnehmer das Wertminderungsrisiko. Üblich ist die Sicherungsübereignung oder Sicherungsübereignung von Kraftfahrzeugen als Kreditsicherheit. Dabei behält der Kreditnehmer wirtschaftliches Eigentum.
Die letzte Rate kann sogar auch 100 % betragen, dann handelt es sich faktisch um einen endfälligen Kredit.

## Wirtschaftliche Aspekte
Die Finanzinnovation des Ballonkredits ist durch Autobanken entwickelt worden und ähnelt dem Leasing. Wesentlicher Unterschied ist, dass der Leasingnehmer lediglich Besitzer des Leasingobjektes und nicht dessen wirtschaftlicher Eigentümer wird. Am Ende der Kreditlaufzeit verbleibt eine kalkulierte Restschuld, die mit dem Restwert beim Leasing vergleichbar ist. Diese Restschuld ist in der Regel so kalkuliert, dass sie den erwarteten Verkehrswert des Fahrzeuges nicht übersteigt. Der Kreditnehmer kann diese Restschuld in Form der Schlussrate entweder durch Tilgung begleichen, hierfür eine Anschlussfinanzierung suchen oder das Fahrzeug am Ende der Kreditlaufzeit verkaufen und den Kaufpreis zur Tilgung der Restschuld verwenden.
Durch die späte Rückzahlung eines großen Teiles der Kreditsumme sind einerseits die laufenden Raten niedrig, andererseits erhöht dies für den Gläubiger das Ausfallrisiko, weshalb verhältnismäßig hohe Zinssätze verlangt werden. 